# 斯特朗 (緬因州)
斯特朗（英語：Strong）是一個位於美國緬因州富蘭克林縣的市鎮。

## 人口
根據2020年美國人口普查的數據，斯特朗的面積為74.95平方千米，當中陸地面積為73.43平方千米，而水域面積為1.52平方千米。當地共有人口1122人，而人口密度為每平方千米15人。